# Міжнародні страхові організації

## Міжнародна асоціація страхових наглядів
(англ. International Association of Insurance Supervision, IAIS)
Створена в 1994 році, штаб-квартира в Базелі, Швейцарія
Цілі
Співробітництво для впровадження поліпшень в процедури нагляду в страховій галузі як на національному, так і на міжнародному рівні для підтримки ефективного, справедливого, надійного та стабільного страхового ринку до вигоди і для захисту страхувальників.
Сприяння розвитку добре регульованих страхових ринків
Внесення вкладу у глобальну фінансову стабільність

## Міжнародна асоціація зі страхування кредитів— МАСК
(англ. International Credit Insurance Association, ICIA)
Міжнародна асоціація кредитного страхування заснована в 1946 році. Штаб-квартира розташована в Цюриху. Членами організації є близько двадцяти страховиків з 15 країн.
Цілі
Сприяння фінансуванню однакового страхового покриття по страхуванню експортних кредитів
Вивчення і порівняння практики проведення страхування експортних кредитів у різних країнах
Навчання внутрішніх експортерів різних країн практиці використання страхування експортних кредитів
МАСК проводить велику роботу з обміну досвідом та інформацією, встановленню зв'язків між компаніями, що займаються страхуванням короткострокових експортних кредитів.

## Міжнародна асоціація товариств взаємного страхування
Міжнародна асоціація товариств взаємного страхування заснована в 1963 році. Штаб-квартира розташована в Амстердамі. Генеральний секретаріат розташований в Парижі. Асоціація об'єднує більше 200 товариств взаємного страхування (ОВС) 26 країн.
Цілі
Координація діяльності, обмін досвідом та інформацією між товариствами взаємного страхування різних країн
МАОВС представляє інтереси своїх членів у міжнародних організаціях ЄЕС, ЮНКТАД, розвиває співробітництво з національними федераціями товариств взаємного страхування окремих країн. Вищий орган МАОВС — загальні збори членів асоціації (збирається один раз на 2 роки), яке обирає Комітет МАОВС — вищий керівний орган асоціації (по 2 представники від кожної країни-учасниці). Комітет МАОВС обирає персональний склад Правління МАОВС, яка керує діяльністю асоціації в перервах між засіданнями Комітета. Прі правлінні асоціації утворюється Генеральний секретаріат, який координує поточну діяльність асоціації та організовує роботу постійно діючих робочих груп: з проблем взаємного страхування в рамках Спільного Ринку, оподаткування та фінансової стійкості ОВС, гармонізації національних законодавств про діяльність ОВС, міжнародного співробітництва, видавничої діяльності.
МАОВС видає спеціалізовані періодичні видання, що охоплюють широке коло проблем методології та практичної сторони діяльності товариств взаємного страхування.

## Міжнародна асоціація страхових і перестрахувальних посередників - BIPAR
Організація являє собою об'єднання страхових агентів, страхових брокерів і інших посередників, пов'язаних зі страховим бізнесом. Заснована в 1937 році. Штаб-квартира розташовується в Парижі. Організація представляє інтереси 225 страхових агентів і брокерів, а також їх регіональних організацій.
Цілі
Сприяння міжнародним контактам та обміну інформацією між посередниками страхового ринку
Проведення наукових досліджень з питань аквізиції, маркетингу в страхуванні
Організація тісно взаємодіє з урядовими колами ряду країн. Вищий орган — щорічно збирається генеральна асамблея, періодично проводяться міжнародні конгреси організації.

## Міжнародна асоціація страхових досліджень— Масі
Являє собою об'єднання наукової громадськості, що займається дослідженнями в галузі теорії та практики страхової справи. Одним з центральних питань дослідження є аналіз ризику і страхування. Асоційованими членами Масі є президенти і головні керуючі 16 найбільших страхових компаній США і Західної Європи. Організація заснована в 1973 році. Штаб-квартира розташовується в Женеві.
Цілі
Сприяння прогресу в наукових дослідженнях у галузі страхування, а також суміжних галузях наукових знань
Розповсюдження наукових знань про страхування
Сприяння зростанню суспільного престижу професії страховика
Організація і курирування спеціальних наукових програм, що мають відношення до страхового справі
Масі регулярно проводить науково-практичні конференції, семінари, симпозіуми з страхової проблематики. Має у своєму розпорядженні обширною бібліотекою зі страхування. Видає ряд періодичних видань. Присуджує почесні призи та нагороди авторам наукових публікацій та досліджень з страхової проблематики.

## Міжнародна організація актуаріїв
Організація заснована в 1895 році у зв'язку з проведенням першого Міжнародного конгресу актуаріїв в Бельгії. Штаб-квартира розташовується в Брюсселі.
Цілі
Здійснення міжнародного співробітництва та координації діяльності національних асоціацій актуаріїв ряду країн, у тому числі на підготовчому етапі проведення міжнародних конгресів актуаріїв.
Сприяння науковим дослідженням у галузі страхової математики
Організація видає матеріали по конгресів, наукову літературу з актуарних питань. Членами організації можуть бути окремі спеціалітси-актуарії, які розділяють цілі та завдання організації, а також її статут.

## Міжнародне страхове товариство - МСТ
Являє собою організацію страховиків і центрів навчання з проблем страхування. Організація заснована в 1965 році в США за сприяння штатів Огайо і Техас.
Цілі
Сприяння у здійсненні освітніх і наукових програм з питань страхування як частини системи економічної безпеки.
Здійснення обміну страхової інформацією між членами МСО
Організація об'єднує представників з 82 країн, складається з приблизно 1200 членів. Присуджує премії та дипломи за найкращі наукові розробки. Проводить семінари та симпозіуми. Займається видавничою діяльністю.

## Міжнародний союз морського страхування (англ. International Union of MArine Insurance, IUMI)
Штаб-квартира організації знаходиться в Цюриху. Членами спілки є представники більш ніж 45 країн.
Цілі
Проведення щорічних конференцій з питань морського страхування і розвитку морського страхування на міжнародному ринку
Організація обміну інформацією між членами
Здійснення заходів щодо запобігання збитків при морському страхуванні
Сприяння введенню однакового страхового забезпечення за договорами страхування в більшості країн світу

## Міжнародний союз страховиків технічних ризиків
Союз заснований в 1968 році в Мюнхені. Об'єднує ряд провідних страхових компаній. Видає спеціалізовану періодику. Засоби союзу формуються за рахунок членських внесків. Керівні органи: постійний Комітет, секретаріат.
Цілі
Обмін інформацією та досвідом між страховими компаніями, які проводять страхування технічних ризиків: машин від поломок, післяпускових гарантійних зобов'язань, страхування будівельно-монтажних ризиків

## Міжнародне товариство аналізу ризику
Являє собою організацію у сфері застосування методології аналізу ризиків для цілей оптимізації рішень в різних областях наукової та практичної діяльності. Заснована в 1981 році в США. Об'єднує понад 2500 членів. Структурним підрозділом організації є Виконавчий Комітет Європейського товариства аналізу ризику (близько 200 членів).
Цілі
Ідентифікація різних видів небезпек, їх аналіз та виявлення шляхів і методів прийняття таких рішень, які б забезпечили безпечне проживання сталий розвиток суспільства
Розробка рішень питань аналізу ризику здоров'ю людини
Розробка ієрархічної моделі для оцінки ризику екологічних катастроф
Інтегральні оцінки, дані статистичного розподілу та аналізу ризику, що містяться в доповідях організації, використовуються в практиці страхової роботи.

## Міжнародна федерація кооперативного страхування - МФКС
Являє собою об'єднання кооперативних страхових організацій. Об'єднує кооперативні страхові організації 37 країн.
Цілі
Сприяння міжнародному співробітництву в питаннях страхування і перестрахування між учасниками МФКС, а також в обміні інформацією, фахівцями.
Організація стажувань спеціалістів
Організаційно-технічне і фінансове сприяння у формуванні інфраструктури кооперативного страхування в країнах, що розвиваються.
МФКС тісно взаємодіє з Міжнародним кооперативним альянсом. Проводить технічні семінари та інші форми навчання персоналу кооперативних страхових організацій. Видає ряд періодичних видань.